# Bonk (франшиза)
Bonk (укр. Бонк) — персонаж і серія відеоігор у жанрі платформер, розроблена компанією Red Company. Спочатку Bonk був створений як гумористичний персонаж для журналу, присвяченого ігровій консолі PC Engine (також відомій як Turbo-Grafx 16), і носив ім'я PC-Genjin. Популярність персонажа призвела до створення серії ігор про нього, він також став маскотом ігрової консолі PC Engine. Bonk є печерною людиною з великою лисою головою, якою він атакує ворогів. За сюжетом він має звільнити принцесу За з полону короля Друла. Він відомий в Японії як PC-Genjin, а в регіоні PAL — як BC Kid.

## Серія ігор
- Bonk's Adventure[en] або PC Genjin (1990)
- Bonk's Revenge[en] або PC Genjin 2 (1991)
- Bonk 3: Bonk's Big Adventure[en] або PC Genjin 3 (1993)
- Super Bonk[en] або Chō Genjin, або Super B.C. Kid (1994)
- Super Bonk 2[en] або Chō Genjin 2 (1995)